# Шиллинг
Ши́ллинг (schilling, scilling, scylling, shilling, skilling) — общее название ряда западноевропейских монет, а также денежная единица ряда стран XX века. Отсюда происходят древнерусские названия монет «шеляг» и «склязь».
Германизированное название солида. Поначалу был только денежно-счётной единицей, приравненный к 12 денариям. Как монета, шиллинг чеканился в Германии с XIV века, в Дании и Нидерландах — с XV, в Англии — с XVI века.
Чеканенная в Германии в XIV веке монета в 1 шиллинг имела вес 1,39 г серебра. В Вюртемберге чеканка шиллинга прекращена после Тридцатилетней войны, в Вюрцбурге — в 1803 году, в Любеке — в 1789, в Гамбурге — в 1855 (1/48 талера, с 1725 года — с номиналом «шиллинг»). В XVII—XIX веках чеканились кратные шиллинги: 32, 16, 12, 8 и 4 шиллинга.
В 1559—1810 годах чеканились бранденбургско-прусские монеты в 2 и 1/2 шиллинга из низкопробного серебра, затем биллона и с 1790 года — из меди.
В Англии король Генрих VII впервые отчеканил шиллинг (тогда эта монета называлась тестун) в 1502 году. Монета получила своё окончательное название в царствование Эдуарда VI.
Шиллинг оставался в ходу в Англии вплоть до 1971 года (как разменная монета, равная 1/20 фунта стерлингов или 12 пенсов). Чеканились также монеты в 2 шиллинга: первоначально серебряные, с 1947 года — медно-никелевые (некоторое время монета в 2 шиллинга называлась флорин).
С XX века шиллинг — денежная единица ряда стран: Австрии (до введения евро в 2002 году), а также Британской Восточной Африки (с 1921 года) и позже провозгласивших независимость Кении, Сомали, Сомалиленда, Танзании и Уганды.